# Meester van het gebedenboek van Dresden

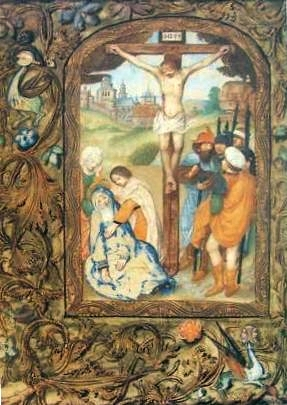
Czartoryski Collectie, Meester van het gebedenboek van Dresden

De Meester van het gebedenboek van Dresden was een Vlaamse miniaturist die actief was tussen ca. 1465 en 1515. Zijn noodnaam is afkomstig van een getijdenboek dat bewaard wordt in Dresden in de Sächsische Landesbibliothek, als MS A.311, en waarvan twee folia met miniaturen bewaard worden in het Louvre in Parijs. De noodnaam werd voor het eerst gebruikt door Friedrich Winkler.

## Biografie
Over zijn levensloop is weinig te vertellen. Hij werd vermoedelijk geboren in de jaren 1440 en begon te werken in Brugge omstreeks 1460. Volgens Smeyers zou zijn stijl Utrechtse wortels hebben, maar er is hierover niets met zekerheid vast te stellen. Men vermoedt dat hij zijn opleiding kreeg bij Philippe de Mazerolles die tussen 1420 en 1470 actief was in Brugge. Anderen zeggen dan weer dat zijn leermeester de eveneens anonieme Meester van Antoon van Bourgondië zou geweest zijn, alleszins was hun stijl zo gelijklopend dat in sommige handschriften, zoals in de Froissart van Louis van Gruuthuse (BnF Fr 2645,2646), nauwelijks het onderscheid kan gemaakt worden. De meester van het gebedenboek van Dresden zou zelf ook in Brugge gewerkt hebben tussen ca. 1465 en 1515, en zou er de leiding gehad hebben over een belangrijk atelier. Daarnaast heeft hij samengewerkt met de andere bekende miniaturisten van zijn tijd zoals Willem Vrelant, Simon Marmion, de Meester van de Houghton-miniaturen, de Maximiliaan-meester, de meester van de bijbel van Lübeck, de meester van de gebedenboeken van 1500, Gerard David en de meester van Jacobus IV van Schotland.
De meester werd in de eerste tien jaar van zijn activiteit veel gevraagd door de entourage van het Bourgondische hof. Tot zijn klantenkring behoorden onder meer Lodewijk van Gruuthuse, Jean Gros, de eerste secretaris van Karel de Stoute, Jan Crabbe de bibliofiele abt van de abdij Ter Duinen en Gwijde van Brimeu, een van de raadgevers van de hertog.
Hij was bekend voor het verluchten van profane werken zoals de Valerius Maximus, maar was daarnaast bedrijvig in de markt van getijdenboeken, breviaria en dergelijke. Kalenderillustraties maakte hij ook in verschillende gebedenboeken die door andere kunstenaars werden verlucht. In zijn latere periode was zijn faam gevestigd en kreeg hij bestellingen van de adel en de rije burgerij uit de ganse Borgondische Nederlanden en ver daar buiten, zo was hij onder meer de leidende verluchter bij de realisatie van het Breviarium van Isabella van Castilië.
Volgens Brinkmann zou de Dresdener meester Brugge verlaten hebben omstreeks 1488 om zich te vestigen in Doornik en later in Amiens. Pas na 1492, als de politieks situatie in Brugge terug genormaliseerd is, keert hij naar Brugge terug.

## Stijl
Hij tekent stevige, dikwijls boers aandoende figuren met een eerder rond hoofd. Handen en voeten zijn dikwijls minder goed afgebeeld. Zijn landschappen ademen de sfeer van het jaargetij en het weer, zijn miniaturen zijn sterk vertellend. Hij gebruikt een rijk kleurenpalet en soms verrassende kleurencombinaties.
De meester van het Dresdens gebedenboek was een vernieuwer, hij vermeed het gebruik van modellen en herhaalde zich heel weinig, ook als hij hetzelfde onderwerp schilderde. Dit is zeer duidelijk vast te stellen in de verschillende kopieën van de Valerius Maximus die hij illustreerde.
Hij was een van kunstenaars die betrokken waren bij de Gent-Brugse stijl en de eerste gekende Gent-Brugse strooirand komt voor in een van zijn werken: het Getijdenboek van Charlotte de Bourbon-Montpensier. De Dresdener-meester is ook de eerste kunstenaar die na het voorbeeld van de Gebroeders Van Limburg in de Très Riches Heures du duc de Berry zestig jaar daarvoor, terug een volblad kalenderminiatuur zal gebruiken in zijn naamwerk het Gebedenboek van Dresden. De kalenderminiaturen in de Voustre Demeure getijden tonen een van de eerste zuivere landschappen (zonder personen) uit de westerse kunstgeschiedenis en hij was een voorloper in het gebruik van lichtschakeringen voor het afbeelden van de sfeer van de seizoenen in zijn landschappen.
Zijn stijl wordt voortgezet door de Meester van de gebedenboeken omstreeks 1500 of de gebedenboekmeester.

## Toegeschreven werken

### Voornamelijk eigen werk
- Getijdenboek, ca. 1470, Dresden, Sächische Landesbibliothek,  MS A.311
- Breviarium van Isabella van Castilië, ca.1480-1490, British Library, Ms. Add. 18851
- Getijdenboek van Jean de Carpentin's, ca.1470-1480, privécollectie
- Getijdenboek van Charlotte de Bourbon-Montpensier, Duke of Northumberland, Alnwick castle, Ms. 482
- Valerius Maximus van Jan Crabbe[12], 1470 - 1480, Brugge, Groot Seminarie, MS. 159/190, 158/189, 157/188 en Los Angeles, J. Paul Getty Museum, Ms. 43.
- Vergilius van Jan Crabbe, Earl of Leicester, Holkham Hall, Norfolk, Ms. 311
- Valerius Maximus van Jean Gros[13], Leipzig, Universitätsbibliothek, Ms. Rep. I 11b
- Getijden zogenaamd van Filips de Schone, Londen, British Library, Add. Ms. 17280.
- Getijden van Jan van der Scaghe en Anne de Memere, ca. 1480, Nová Říše, Premonstratenzerabdij, Ms.10
- Getijdenboek, ca. 1490, Kon. Bib.Den Haag, RMMW, 10 F 1

### Manuscripten waaraan hij meewerkte
- Froissart van Louis van Gruuthuse, 1470-1475, BnF Fr 2643-6
- René van Anjou, Le livre des tournois, Voorstelling van de helmen, Brugge, ca. 1480-1488, Parijs, BNF, ms. fr. 2693, f. 41v-42r
- Getijdenboek van Emerson-White, ca. 1480-1485, Cambridge, Mass., Hougthon Library, Typ. 443, 443-1; Brussel, Koninklijke Bibliotheek van België, Ms. II 3634-6; Los Angeles, J. Paul Getty Museum, Ms. 60.
- Huth Getijden, ca. 1485-1491, British Library, Add. MS. 38126
- Salting getijden, ca. 1480 Londen, Victoria and Albert Museum, L.2384-1910.
- Spinola getijden, Gent 1510 -1520,  J. Paul Getty museum, MS. Ludwig IX 18
- Voustre Demeure getijden, ca. 1475 Madrid, Bibloteca Nacional, Ms. Vit. 25-5 ; Berlijn , Kupferstichkabinett, Ms. 78 B 13; Philadelphia, Museum of Art, no. 343
- La Flora getijden, Napels, Biblioteca Nationale, Ms. I B 51

## Weblinks
- Moleiro, afbeeldingen uit het breviarium van Isabella van Castilië
- Museum Meermanno
- British Library
- Bladeren door de Spinola getijden
- Afbeeldingen uit de Voustre Demeure getijden